# Anopheles benguetensis
Anopheles benguetensis este o specie de țânțari din genul Anopheles, descrisă de King în anul 1931.
Este endemică în Filipine. Conform Catalogue of Life specia Anopheles benguetensis nu are subspecii cunoscute.